# Liste der Naturdenkmale in Großniedesheim
Die Liste der Naturdenkmale in Großniedesheim nennt die im Gemeindegebiet von Großniedesheim ausgewiesenen Naturdenkmale (Stand 30. März 2013).

## Naturdenkmale
| Nr.         | Bezeichnung    | Lage                     | Beschreibung | Bild                                    |
| ----------- | -------------- | ------------------------ | ------------ | --------------------------------------- |
| ND-7338-340 | Friedhofslinde | Heppenheimer Straße Lage | Tilia sp.    | Direkt Bild zu diesem Denkmal hochladen |